# Ralepria
Ralepria is een monotypisch mosdiertjesgeslacht uit de  familie van de Lacernidae en de orde Cheilostomatida. De wetenschappelijke naam ervan werd in 1991 voor het eerst geldig gepubliceerd door Hayward.

## Soort
- Ralepria conforma Hayward, 1991